# Fusinus profetai
Fusinus profetai is een slakkensoort uit de familie van de Fasciolariidae. De wetenschappelijke naam van de soort is voor het eerst geldig gepubliceerd in 1982 door Nofroni.